# Paim Filho
Paim Filho este un oraș în Rio Grande do Sul (RS), Brazilia.